# Коваленко, Сергей Анисимович
Сергей Анисимович Коваленко (бел. Сяргей Анісімавіч Кавале́нка; 27 ноября 1921, Ульяновичи, Ульяновичская волость, Сенненский уезд, Витебская губерния, РСФСР (ныне Сенненский район, Витебская область, Беларусь) — 1 февраля 1945, Никласфере, земля Бранденбург, Германия (ныне Миколин, гмина Левин-Бжеский, Бжегский повят, Опольское воеводство, Польша)) — участник Великой Отечественной войны, стрелок 5-й стрелковой роты 299-го стрелкового полка 225-й стрелковой дивизии 21-й армии 1-го Украинского фронта, красноармеец. Закрыл своим телом амбразуру пулемёта. Герой Советского Союза (1945).

## Биография
Родился 27 ноября 1921 года в деревне Ульяновичи в Витебской губернии в семье священника. Начальное образование получил у отца, который преподавал в деревенской школе. В 1932 году вместе с семьёй переехал на родину родителей в Могилёв, где продолжил обучение в железнодорожной школе № 24. Окончив семь классов, начал работать смазчиком паровоза и поступил учиться в вечернюю школу № 2, 10 классов которой окончил в 1940 году. В сентябре 1940 года был призван в РККА, службу проходил в инженерных войсках в Каунасе. Во время службы, весной 1941 года простудился, заболел ревматизмом и был демобилизован.
После начала войны находился на оккупированной территории, по некоторым данным попал в лагерь за содействие в побегах советских солдат из плена и бежал из него. В 1943—1944 годах был членом партизанского отряда, действовавшего на территории Литвы. В марте 1944 года, партизанами был установлен контакт с регулярными частями Красной Армии, и 20 апреля 1944 года Сергей Коваленко был вновь призван в армию.
Стрелок 5-й стрелковой роты 299-го стрелкового полка 225-й стрелковой дивизии Коваленко отличился в бою 1 февраля 1945 года. В эти дни дивизия сумела форсировать Одер севернее Оппельна в районе Шургаста (ныне Скорогощ) и ввязалась в тяжёлые бои по удержанию и расширению плацдарма.
5-я стрелковая рота штурмовала позиции противника юго-восточнее Шургаста. Во время атаки продвижение роты было остановлено фронтальным пулемётным огнём из дзота. На уничтожение огневой точки была отряжена группа бойцов в количестве семи человек, в том числе и Сергей Коваленко. На пути шесть человек из состава группы были выведены из строя, но Коваленко, оставшись один, продолжал ползти к дзоту. Подобравшись на 10 метров, он стал забрасывать дзот гранатами, но огонь продолжался. Тогда Коваленко встал и закрыл своим телом амбразуру дзота.
Был похоронен в Никласфере (ныне Миколин), позднее перезахоронен в Ключборке, в братской могиле № 25.
Указом Президиума Верховного Совета СССР от 10 апреля 1945 года за образцовое выполнение боевых заданий командования на фронте борьбы с немецко-фашистскими захватчиками и проявленные при этом мужество и героизм красноармейцу Коваленко Сергею Анисимовичу посмертно присвоено звание Героя Советского Союза.

## Награды и звания
- Герой Советского Союза (10.4.1945)
- Орден Ленина
- Медаль "Золотая Звезда"

## Память
- Именем героя названа улица в Могилёве и Сенно.
- В Могилёве на доме № 1 по улице, носящей имя Героя, установлена мемориальная доска[2].
- Тепловоз ЧМЭЗ - 7112 "Сергей Коваленко" (постановление № 26/18 от 7.3.1978). Маневровый тепловоз приписан к локомотивному депо Могилёва[3].
- Имя С. А. Коваленко на Аллее Героев в Сенно (Витебская область, Беларусь).